# Fondazione Michael J. Fox
La Fondazione Michael J.Fox per la ricerca sul Morbo di Parkinson è nata per opera dell'attore Michael J. Fox nel maggio del 2000, poco dopo che l'attore ha annunciato il suo ritiro dalla serie TV Spin City trasmessa della rete ABC. Nel 1998 l'attore aveva dichiarato di essere affetto da una forma precoce di malattia di Parkinson, diagnosticatagli sette anni prima.
La Fondazione si dedica alla ricerca di una cura per la malattia di Parkinson. Uno dei fini è quello di riuscire a tradurre le scoperte scientifiche fatte sul campo, in cure che andranno a beneficio delle stimate 6 milioni di persone che oggi convivono con questa malattia.
La Fondazione, in quindici anni, ha finanziato la ricerca con 450000000 di $.

## Team Fox
Il "Team Fox per la ricerca sulla malattia di Parkinson" è la comunità della Fondazione Michael J. Fox che si occupa di trovare fondi da donare alla ricerca.